# Tu camino y el mío
Tu camino y el mío es una película de comedia, drama y romance mexicana de 1973, dirigida por Chano Urueta y protagonizada por Vicente Fernández y Blanca Sánchez.Esta película fue filmada en la Ciudad de México.

## Trama
Un joven mecánico lucha por el amor de la mujer de sus sueños, pero ella está enamorada de un hombre que no siente lo mismo por ella.

## Reparto
- Vicente Fernández como Rubén Saldívar
- Blanca Sánchez como Julia Macías
- Gregorio Casal como Toño Moreno
- Fernando Soto "Mantequilla" como Pedales
- Mario García González como Pemex
- Eduardo López Rojas como Gato
- Delia Magaña como doña Juliana, madre de Julia
- Armando Arriola como Dr. Mario Sopeña
- Dolores Camarillo como doña Nachita
- Carlos Romano como Fordcito
- Rossy Mendoza como Rita
- Maria Bardahl como Yola
- Lucha Palacios como Clienta de salón de belleza
- Mario García 'Harapos' como Cremas
- Diana Ochoa como Clienta de salón de belleza
- Hortensia Clavijo como Clienta de salón de belleza
- Ricardo Roel Silva como Rubencito (niño Eduardo Roel Silva)
- Armando Acosta como don Damián
- Gina Morett como esposa de Toño
- David Bravo como Chamaco (no acreditado)
- José Luis Carol como dueño de carro
- Alfonso Carti como Agente de policía
- Abel Cureño como espectador de fútbol
- Jorge Fegán (no acreditado)
- Jesús Gómez como Agente de policía
- Tito Novaro como Agente de policía
- Carlos Vendrell como Notario

## Soundtracks
- Tu camino y el mío interpretado por Vicente Fernandez. Autor: Fernando Valdéz H.
- Mi Adoración interpretado Vicente Fernández. Autor: Fernando Z. Maldonado
- Yo Quiero Ser interpretado por Vicente Fernández. Autor: Rosendo Montiel
- El Chorrito interpretado por Vicente Fernández. Autor: Gabilondo Soler